# 缘份的春天
《缘份的春天》（法語：Les Destinées sentimentales）是一部2000年法國劇情片，由奥利维耶·阿萨亚斯執導。這部電影講述了法國西南部兩個富有的新教家族從1890年代到1930年代的故事。曾参选第53屆坎城電影節。

## 剧情
该影片讲述的是二十世纪初法国一个经营瓷器工厂的巴尼瑞家族的兴衰史。主人公杰·巴尼瑞（夏尔·贝尔林 饰）与妻子拿沙（伊莎貝·雨蓓 饰）离婚后，与年轻的保琳（艾曼紐·琵雅 饰）一起共同生活，其间经历战争时期影响以及瓷器生产的没落。